# 朝治武
朝治 武（あさじ たけし、1955年7月8日 - ）は、日本の歴史学者。専門は近代部落史、特に水平運動史。大阪人権博物館館長
。
兵庫県篠山市（現丹波篠山市）生まれ。高校2年の時、部落問題研究会や兵庫の部落解放運動に参加。大阪市立大学でも部落問題研究会に参加し、マルクス・レーニン主義の立場からの部落解放を模索。
卒業後、大阪府内の地域部落史などの編纂を経て、1982年から大阪人権歴史資料館（現大阪人権博物館）に学芸員として勤務。2001年、『水平社の原像』（解放出版社）の中で「部落民宣言」をおこなう。

## 著書
- 『水平社の原像 部落・差別・解放・運動・組織・人間』解放出版社　2001
- 『アジア・太平洋戦争と全国水平社』部落解放・人権研究所 2008
- 『差別と反逆　平野小剣の生涯』筑摩書房、2013 ISBN 978-4-480-88529-6
- 『全国水平社1922-1942：差別と解放の苦悩』 ちくま新書、2022年　ISBN 9784480074539

## 共編著
- 『脱常識の部落問題』灘本昌久,畑中敏之共編　かもがわ出版　1998
- 『近代日本と水平社』秋定嘉和共編著　部落解放・人権研究所 2002
- 『「水平社伝説」からの解放』関口寛、黒川みどり、藤野豊共著　かもがわ出版　2002
- 『水平社宣言・解放歌』守安敏司,藤田正共著　解放出版社　2005
- 『もっと知りたい部落の歴史近現代20講』黒川みどり,吉村智博,渡辺俊雄共著　解放出版社　2009
- 『水平社宣言の熱と光』守安敏司共編　解放出版社　2012
- 『部落解放論の最前線 多角的な視点からの展開』寺木伸明,谷元昭信,友永健三共編著. 解放出版社, 2018.12 ISBN 978-4-7592-1034-7